# 소피의 선택 (영화)
《소피의 선택》(영어: Sophie's Choice)은 미국과 영국에서 제작된 앨런 J. 퍼쿨라 감독의 1982년 심리 드라마 영화이다. 메릴 스트리프 등이 출연하였고, 키스 배리시 등이 제작에 참여하였다. 키스 배리시 프로덕션과 영국 기업 ITC 엔터테인먼트가 이 영화를 제작하였으며 유니버설 픽처스가 배급을 맡아 개봉하였다.

## 줄거리
1947년, 젊은 작가 스팅고는 소설을 쓰기 위해 브루클린으로 이사하고, 이웃인 폴란드계 이민자 소피 자비스토프스카와 그녀의 정서적으로 불안정한 연인 네이선 랜도와 친구가 된다. 네이선은 끊임없이 질투심에 사로잡혀 있으며, 폭력적인 기분 변화가 있을 때는 소피가 바람을 피운다고 확신하고 그녀를 학대하고 괴롭힌다. 회상 장면에서 소피가 심한 빈혈로 쓰러진 후 미국으로 이민 와서 네이선을 처음 만났던 장면이 나온다.
소피는 스팅고에게 미국에 오기 전에 남편과 아버지가 독일 노동 수용소에서 살해당했으며, 자신은 아우슈비츠에 수감되었다고 말한다. 스팅고는 나중에 한 대학 교수로부터 소피의 아버지가 나치 동조자였다는 사실을 알게 된다. 스팅고가 소피에게 이 사실을 따져 묻자, 그녀는 진실을 인정한다. 소피는 아버지(대학교수)와 남편(아버지의 조수)이 나치에 의해 끌려간 후, 전시 연인 유제프와 지냈다고 설명한다. 유제프는 이복 여동생 반다와 함께 살았으며 폴란드 저항군의 지도자였다. 반다는 소피에게 훔친 게슈타포 문서를 번역해 달라고 설득했지만, 소피는 두 자녀 얀과 에바를 위험에 빠뜨릴까 봐 거절했다. 2주 후, 유제프는 게슈타포에 의해 살해당했고, 소피는 아이들과 함께 체포되어 아우슈비츠로 보내졌다. 도착 후, 소피는 언어 및 사무 능력을 인정받아 루돌프 회스의 비서로 배정된다.
네이선은 소피와 스팅고에게 자신이 화이자에서 획기적인 연구를 하고 있다고 말하지만, 네이선의 의사 형은 스팅고에게 네이선이 편집형 정신분열증을 앓고 있으며 네이선이 다녔다고 주장하는 모든 학교는 사실 비싼 "정신병원"이었다고 말한다. 네이선은 주장하는 것처럼 생물학자가 아니지만, 그의 형이 그에게 구해준 화이자에서의 직업은 도서관에서 일하는 것이며, 그는 가끔 연구를 돕는 정도이다.
네이선은 소피가 다시 자신을 배신했다고 믿은 후, 스팅고와 소피에게 전화해서 격렬한 분노로 총을 발사한다. 소피와 스팅고는 호텔로 도피하고, 스팅고는 그들 둘의 미래를 계획하기 시작한다. 그녀는 그와 함께 지내겠다고 동의하지만, 자신을 부적합한 어머니라고 생각하기 때문에 결혼은 하지 않겠다고 말한다. 그녀는 아우슈비츠에 도착하자마자 두 자녀 중 한 명을 가스실로 보내 죽여야 하는 선택을 강요받았다고 설명한다. 만약 선택하지 않으면 둘 다 죽임을 당할 것이었다. 절박한 상황에서 그녀는 아들 얀을 살려 가문의 이름을 그의 후손을 통해 이어가게 하기 위해 딸 에바를 가스실로 보내는 선택을 했다.
소피와 스팅고는 성관계를 맺는다. 그가 자는 동안, 소피는 쪽지를 남기고 네이선에게 돌아간다. 소피와 네이선은 함께 청산가리를 먹고 자살한다. 곧이어 스팅고는 식탁에서 소피가 흠모했던 미국 시인 에밀리 디킨슨의 시집을 발견하고 "Ample Make This Bed"라는 시를 낭송한다.
스팅고는 아버지가 최근 버지니아 남부에서 상속받은 작은 농장으로 이사하여 소설을 마무리 짓는다.

## 출연진
- 메릴 스트리프
- 케빈 클라인
- 피터 맥니콜
- 그레타 터컨
- 리타 카린
- 스티븐 D. 뉴먼
- 조시 모스텔
- 로빈 바틀릿
- 유진 리핀스키
- 존 로스먼
- 카타리나 탈바흐
- 조지프 서머

## 기타 제작진
- 배역: 앨릭스 고딘
- 미술: 조지 젱킨스
- 의상: 앨버트 울스키